# Psychoda minuta
Psychoda minuta är en tvåvingeart som beskrevs av Banks 1894. Psychoda minuta ingår i släktet Psychoda och familjen fjärilsmyggor. Arten är reproducerande i Sverige. Inga underarter finns listade i Catalogue of Life.